# Gouvernement Simbirsk

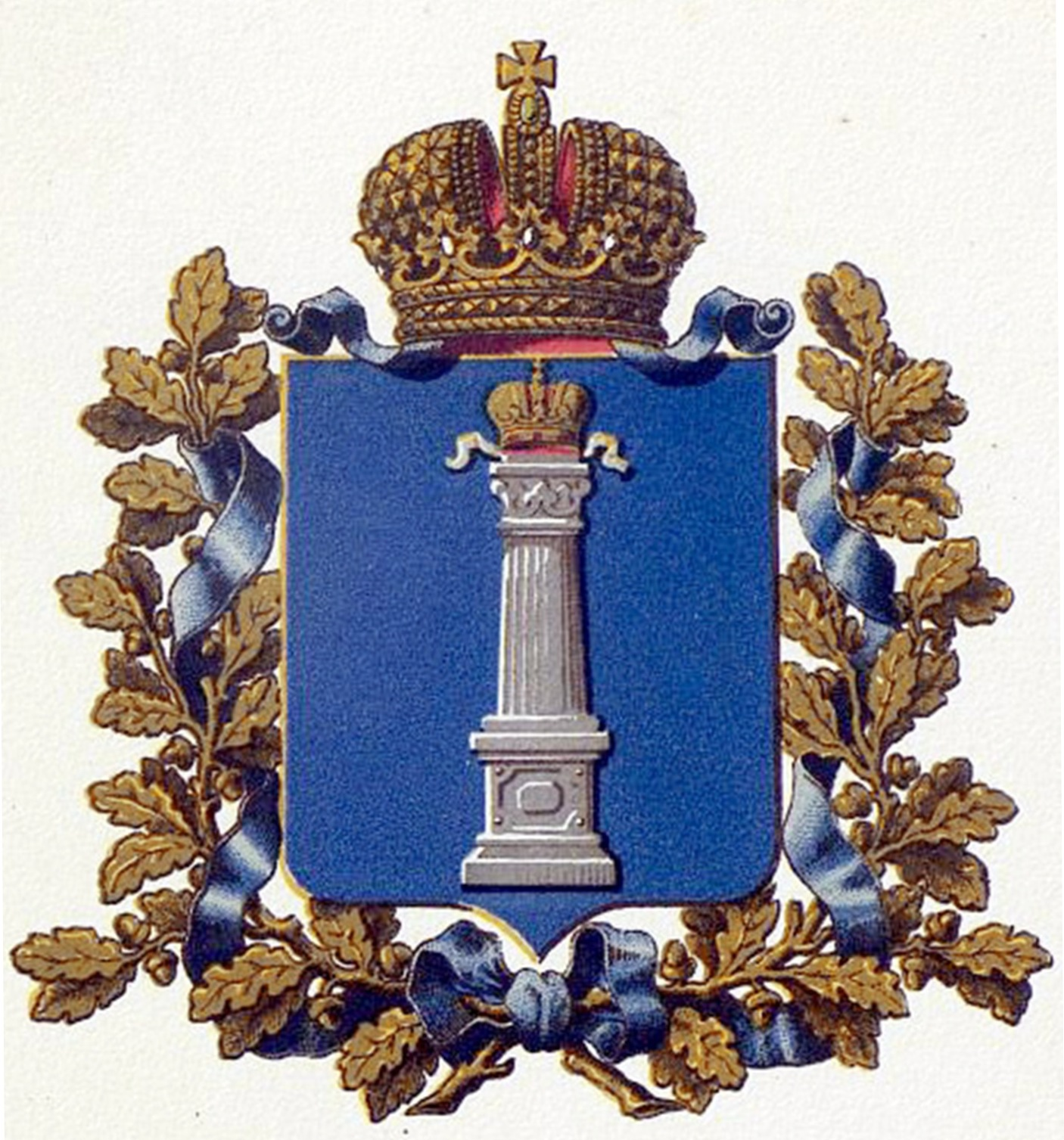
Wappen des Gouvernements

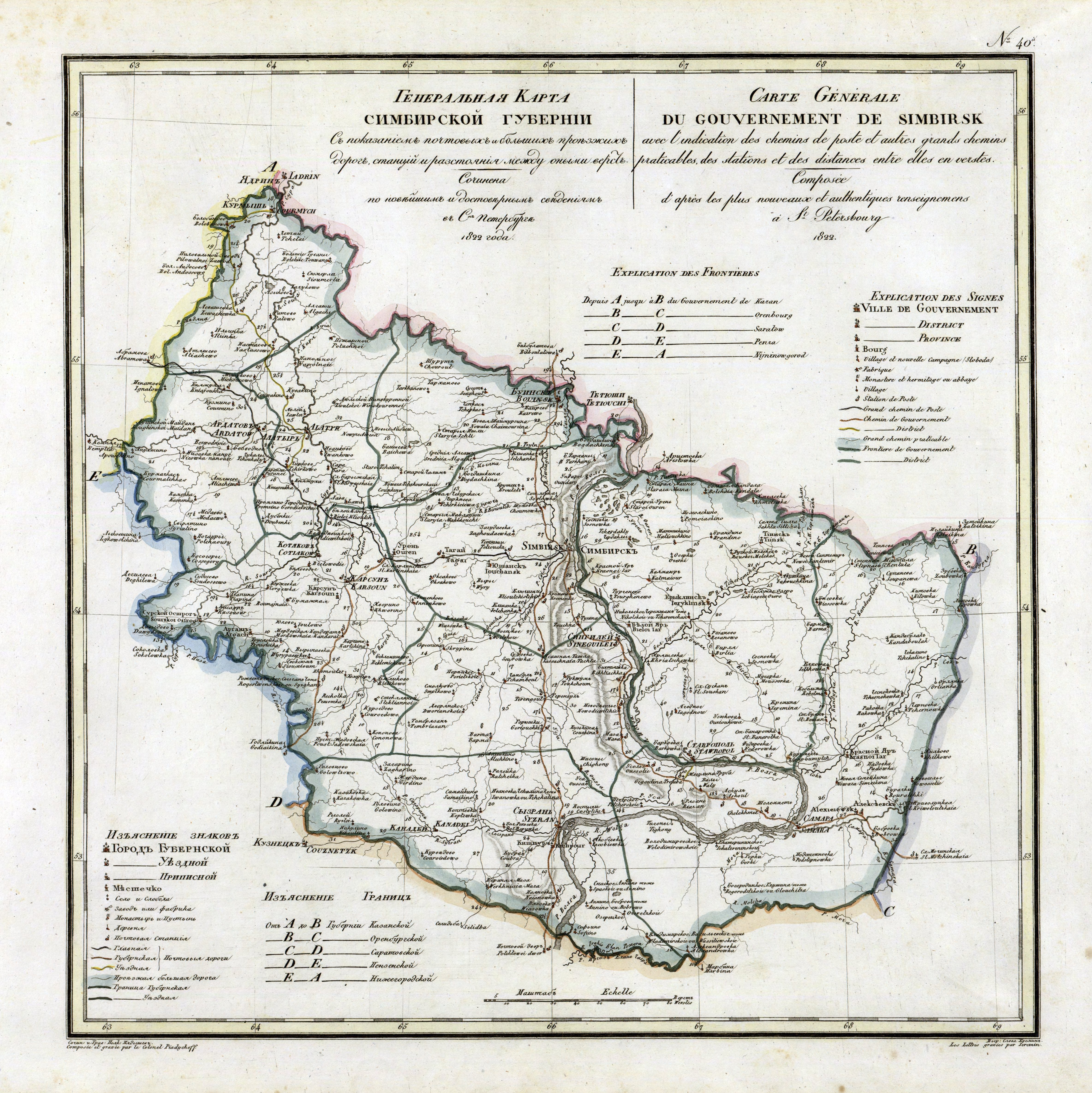
Karte aus dem Jahr 1822 (Russisch-Französisch)

Das Gouvernement Simbirsk (russisch: Симбирская губерния/Simbirskaja gubernija) war eine Verwaltungseinheit des Russischen Kaiserreiches und der Russischen SFSR, gelegen rechts am Mittellauf der Wolga im Osten des Europäischen Russland. Es bestand von 1796 bis 1928. Die Hauptstadt war Simbirsk. 1924 fand zu Ehren von Lenin eine Umbenennung in Uljanowsk und Gouvernement Uljanowsk statt. Das Gouvernement grenzte im Norden an das Gouvernement Kasan, im Osten an das Gouvernement Samara, im Süden an das Gouvernement Saratow, im Westen an das Gouvernement Pensa und im Nordwesten an das Gouvernement Nischni Nowgorod.

## Geschichte
Das Gouvernement Simbirsk wurde 1796 aus der Statthalterschaft Simbirsk gebildet. Das Gouvernement Uljanowsk bestand noch bis 1928 als Teil der Russischen SFSR der Sowjetunion. Nach der Auflösung wurde sein Territorium der neuen Verwaltungseinheit Oblast Mittlere Wolga zugeschlagen.

## Umfang
Bei der ersten russischen Volkszählung im Jahre 1897 wurden auf 43.491 Quadratwerst (= 49.500 km²) 1.527.848 Einwohner gezählt (31/km²). Die Bevölkerung bestand zu 67 % aus Russen, 12 % Mordwinen, 10 % Tschuwaschen, 9 % Tataren usw. Ca. 7 % wohnten in Städten. Die Hauptstadt Simbirsk zählte 41.684 Einwohner.
Im Jahre 1926 umfasste das Gouvernement 34.071 km² mit 1.384.220 Einwohnern (40/km²).

## Gliederung
Um 1900 bestanden 8 Ujesde:
- Alatyr (1925 zur Tschuwaschischen ASSR und zu den Ujesdi Ardatow und Uljanowsk)
- Ardatow
- Buinsk (1920 zur Tatarischen ASSR)
- Karsun
- Kurmysch (1920 Teile zur Tschuwaschischen Autonomen Oblast, Rest 1922 zum Gouvernement Nischni Nowgorod bzw. Ujesd Alatyr)
- Sengilei (1924 aufgelöst)
- Simbirsk (1924 Uljanowsk)
- Sysran